# Prêmio Richard Dawkins

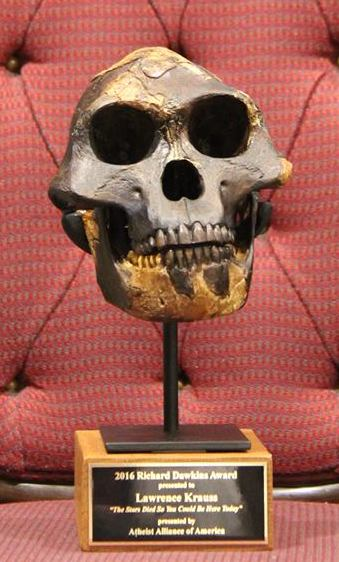
Prêmio Richard Dawkins de 2016, entregue a Lawrence Krauss.

A Aliança Ateia Internacional concede o Prêmio Richard Dawkins desde 2003. O prêmio foi criado em homenagem ao zoólogo britânico Richard Dawkins, considerado o pensador mais importante do mundo em 2013. O prêmio  é dado às pessoas que elevaram a consciência pública sobre o ateísmo no ano anterior.

## Premiados
- 2003: James Randi
- 2004: Ann Druyan
- 2005: Penn & Teller
- 2006: Julia Sweeney
- 2007: Daniel Dennett
- 2008: Ayaan Hirsi Ali
- 2009: Bill Maher[2]
- 2010: Susan Jacoby[3]
- 2011: Christopher Hitchens[4]
- 2012: Eugenie Scott[5]
- 2013: Steven Pinker[6]
- 2014: Rebecca Goldstein[7]
- 2015: Jerry Coyne[8]